# Hainvillers
Hainvillers ist eine französische Gemeinde mit 87 Einwohnern (Stand: 1. Januar 2022) im Département Oise in der Region Hauts-de-France (vor 2016 Picardie). Sie gehört zum Arrondissement Compiègne und zum Kanton Estrées-Saint-Denis (bis 2015 Ressons-sur-Matz). 

## Geographie
Hainvillers liegt etwa 29 Kilometer nordnordwestlich von Compiègne. Umgeben wird Hainvillers von den Nachbargemeinden Boulogne-la-Grasse im Norden und Osten, Orvillers-Sorel im Süden und Südosten, Mortemer im Süden und Südwesten sowie Rollot im Westen.

## Bevölkerungsentwicklung
| Jahr                      | 1962 | 1968 | 1975 | 1982 | 1990 | 1999 | 2006 | 2013 |
| Einwohner                 | 53   | 56   | 34   | 37   | 43   | 65   | 80   | 87   |
| Quelle: Cassini und INSEE |      |      |      |      |      |      |      |      |

## Sehenswürdigkeiten
Siehe auch: Liste der Monuments historiques in Hainvillers
- Kirche Saint-Firmin